# Municipio de Fairmount (condado de Butler)
El municipio de Fairmount (en inglés: Fairmount Township) es un municipio ubicado en el condado de Butler en el estado estadounidense de Kansas. En el año 2010 tenía una población de 489 habitantes y una densidad poblacional de 5,2 personas por km².

## Geografía
El municipio de Fairmount se encuentra ubicado en las coordenadas 38°3′1″N 97°5′56″O / 38.05028, -97.09889. Según la Oficina del Censo de los Estados Unidos, el municipio tiene una superficie total de 93.96 km², de la cual 93,81 km² corresponden a tierra firme y (0,16 %) 0,15 km² es agua.

## Demografía
Según el censo de 2010, había 489 personas residiendo en el municipio de Fairmount. La densidad de población era de 5,2 hab./km². De los 489 habitantes, el municipio de Fairmount estaba compuesto por el 98,16 % blancos, el 0,2 % eran afroamericanos, el 0,2 % eran amerindios, el 0,41 % eran de otras razas y el 1,02 % eran de una mezcla de razas. Del total de la población el 2,25 % eran hispanos o latinos de cualquier raza.